# Radio Nazionali Associate
RNA - Radio Nazionali Associate è una associazione che rappresenta le radio nazionali commerciali italiane.

## L'associazione
L'Associazione delle Radio Nazionali (RNA - Radio Nazionali Associate) è stata costituita nel 1986 con l'obiettivo di promuovere e sostenere lo sviluppo della radiofonia privata ed in particolare quella a diffusione nazionale in Italia. Fin dalla sua fondazione hanno aderito alla RNA le principali aziende radiofoniche nazionali.
La RNA è certamente la struttura maggiormente rappresentativa della radiofonia nazionale, grazie alle imprese associate che appartengono significativamente ai maggiori gruppi di comunicazione dell'Italia (l'Espresso, Il Sole 24 Ore, Mondadori), ad editori indipendenti e ad aree politiche e religiose e rappresentano esclusivamente concessionarie radiofoniche operanti in ambito nazionale ed a tale scopo legittimamente abilitate.

## L'attività
L'attività ultra-decennale della RNA è stata rivolta verso la completa espressione delle enormi potenzialità della radiofonia privata italiana: qualità dei programmi, livello di ascolto, affidabilità del mezzo, assetto del sistema radiofonico e sviluppo delle nuove tecnologie.
L'Associazione è molto attiva a livello europeo ed è membro della AER - Association Européenne des Radios, che rappresenta a sua volta oltre 4.500 radio europee.
La RNA è soggetto attivo in tutte le iniziative che hanno animato il settore radiofonico, ricoprendo il ruolo di interlocutore delle Istituzioni, Parlamento, Governo e Pubblica Amministrazione, delle forze sociali e sindacali e delle Istituzioni Europee.
Inoltre, l'Associazione è firmataria del Contratto Collettivo Nazionale di Lavoro di categoria, rappresenta la radiofonia nazionale privata nei rapporti con le organizzazioni che tutelano il diritto d'autore e connessi (SIAE e Associazione fonografici italiani) ed ha promosso la costituzione del primo consorzio italiano per la sperimentazione delle nuove tecnologie digitali e lo sviluppo della radiodiffusione privata in tecnica numerica Club DAB Italia.
Infine, la RNA aderisce a Confindustria Servizi Innovativi, all'istituto di Autodisciplina della Pubblicità, è presente nella Commissione del Ministero della Comunicazione per l'Assetto Radiotelevisivo, così come nella Commissione consultiva per la radiofonia della Presidenza del Consiglio dei ministri. È attiva, inoltre, nel Comitato tecnico di Audiradio, la più importante società per la ricerca sull'ascolto della radio in Italia.

## Organi di governo
- Assemblea dei soci
- Presidente: Eduardo Montefusco
- Segretario: Sergio Natucci
- Tesoriere: Stefano Reale

## Membri 2008
- Radio 24 - Il Sole 24 Ore
- Radio Capital
- Radio Deejay
- RDS
- Radio Italia Solo Musica Italiana
- Radio Maria
- Radio Radicale
- m2o
- R101
- Virgin Radio